# 清酒酵母
清酒酵母（せいしゅこうぼ）とは、清酒醸造に用いられる酵母の総称。清酒の香味を大きく左右する要因の一つ。種としてはほとんどが出芽酵母 Saccharomyces cerevisiae で、中でも特に醸造特性の高い株が選抜して用いられることが多い。また、必ずしも単一の株だけが用いられるわけではなく、酒母を混合したり、出来上がった酒をブレンドするなどの手法でそれぞれの株の長所を組み合わせた形で用いられることも多い。
ちなみに、現在 Saccharomyces cerevisiae に分類されている酵母でも、その分類に異論を唱える専門家もいる。
清酒酵母には醸造中に高泡と呼ばれる大量の泡を発生させる泡あり酵母と、高泡を発生しない泡なし酵母とがあり、後者の方が生産性が高い。日本醸造協会や地方自治体の試験研究施設から頒布されるほか、大学や各醸造所が独自に分離・培養するものもある。頒布形態としてはアンプル、スラント、乾燥酵母などがある。乾燥酵母では酒母工程が不要となる。

## 歴史

### 前近代
清酒は、自然界に存在する酵母を、おそらく初めは偶然にとりこんで、また以後は伝承技法に基づいたり、ずっと醸造所に住みついている「蔵つき酵母」「家つき酵母」を用いたりして造られてきたが、それでは酒質が安定せず、良い酒ができても「まったく同じものをまたつくる」ということができなかった。科学的再現性が大問題だったわけである。
しかし古来においても、今のような「発酵」という言葉こそなかったとはいえ、米と水に「あるもの」を加えると酒に変わることはしっかりと認識されており、その「あるもの」を麹（こうじ）、酛（もと）、または酒母（もと / しゅぼ）と呼んでいたわけである。同じ並行複発酵の酒文化圏である中国では、序文が1117年に書かれたことがわかっている醸造技術書『北山酒経』によれば、すでに宋の時代に「酵」と呼ばれていた。

### 近代
「あるもの」を加えなくても原料が酒に変化する単発酵の酒文化圏である西洋においては、酵母の存在が科学的に認識されたのは19世紀に入ってからのことであった。清酒酵母のみならず、ビール酵母、ワイン酵母、パン酵母も含まれる出芽酵母 Saccharomyces cerevisiae は、1830年代にJ. Meyenが発見し、1882年ごろエミール・クリスチャン・ハンセンによって命名された。
日本にこれら近代醸造学が導入されたのは、明治になってからであるが、初めは日本酒のためではなくビールの醸造技術を学ぶ過程で、「発酵をうながす微生物」として英語yeastやドイツ語Hefeが語彙として入ってきた。明治6年（1874年）には、H.カリーベールド著 小泉晴江訳『科学捷径 酒水製造書 全』のなかで、「醗酷」が「はっこう」「ヤアスト」 というふりがな付きで酵母の意味として使われている。「ヤアスト」とはyeast、今ふうに表音すればイーストのことである。
明治20年（1888年）刊行の書物では、学名 Saccharomyces cerevisiae を表音して「サッカロミセス・セレウヰシェー」、「この菌は酒類の醸造およびパンの製造に用ゆ」とされている。日本醸造協会の資料ページによれば、「酵母」「清酒発酵母」という翻訳語が初めて醸造雑誌に見られるようになるのは明治21年（1889年）から明治22年にかけてであったが、その後しばらくは「酵母」「清酒酵母」「醸母」「醸母菌」「イースト」などさまざまな呼称で表現されていた。
この時期こそ、じつは日本が近代醸造学の基礎を確立しようと奮闘していた時期でもあったといえる。1893年には日本人の醸造学者矢部規矩治（やべ・きくじ）博士によって、日本酒の醪（もろみ）から清酒酵母が分離され、1895年には国際学会でそれがSaccharomyces sakeとして発表された。また1904年（明治37年）には大蔵省の管轄下に国立醸造試験所が設立された。これが現在の独立行政法人酒類総合研究所となる。
こうした中でそれまで多様に訳されていたyeast, Hefeが、1905年（明治37年）から38年ごろには「酵母」という訳語に統一されていったという。
この訳語を考案した人は2006年現在定かではないが、「酵」は古くから東洋で発酵現象を意味する字であり、「母」は、それ以前も「酒母」と書いて「もと」と読んでいたことも含めて、万物の根源、現象の元、という意味の字であったからだと考えられる。
その後も国立醸造試験所では1909年（明治42年）山廃酛が開発され、翌年1910年には速醸酛が考案され、さらに1911年（明治44年）には第一回全国新酒鑑評会が開催されることになる。ここで高い順位を取るなどして客観的に優秀と評価された酵母を、醸造協会（現在の財団法人日本醸造協会）が分離、純粋培養し、全国の酒蔵に頒布するというシステムがやがて整えられていった。このような酵母が今日のきょうかい酵母である。

### 現代
大正時代から昭和時代初頭、1920年代には、国立醸造研究所を中心として、さらに高度な品質の日本酒の開発が模索され、そうした中でのちに吟醸酒として普及する酒の原形を醸造する清酒酵母が造られ始めた。吟醸酒の実現には酵母のみならず、精米技術の向上など多方面の研究を待たなければならなかったが、やがて1970年代には、醪（もろみ）造りの工程における温度管理の技術が飛躍的に発達し、協会7号や協会9号などの新しい酵母が実用化され、吟醸酒・純米吟醸酒などが出荷されはじめた。
1980年代以降の吟醸酒ブームを受けて、さらに少酸性酵母、高エステル生成酵母、リンゴ酸高生産性多酸酵母といった高い香りを出す酵母が多数つくられ、都道府県の管轄下にある研究センターや農業大学を中心として新たな酵母の開発が進んだ。本ページ「地方自治体開発の酵母」「大学で開発された酵母」「企業・民間機関開発の酵母」などがそれにあたる。

## 特徴

### きょうかい酵母
日本醸造協会によって頒布される酵母。

### 地方自治体開発の酵母
地方自治体の試験研究機関、すなわち工業技術センターや醸造試験所などで開発された酵母をいう。気候や土壌を初めとした、それぞれの地方の自然条件を生かすように開発された「地方自治体開発の酒米」を原料として日本酒を醸造するときに、もっとも清酒酵母としての力が発揮されるように、開発の段階から想定もしくは理想としている場合がほとんどである。
地産地消が求められる中、酒米とともに、優良酵母の開発は地方自治体にとって地元産清酒の品質向上の、また地場産業建て直しの重要な鍵を握っているといえる。このため、酵母開発の競争は激化しており、今や地方自治体開発の酵母を持たない都道府県の方が少ない状態になっている。ただし、開発された酵母は必ずしも各県内のみに流通するのではなく、他県で使用されたり、きょうかい酵母として採用されることもある。また、他の酵母と交配して、その地方内外のための新たな酵母を開発するための親株となることも多い。

#### 青森酵母
青森県工業総合研究センター弘前地域技術研究所と日本醸造協会が共同で開発している。
- まほろば華酵母
平成10年（1998年）開発。県内醸造所のもろみから分離・培養した酵母の泡なし変異株。県内産米である華吹雪を用いた純米酒用。
- イ号酵母・ロ号酵母
平成14年（2002年）開発。まほろば華酵母のセルレニン耐性変異株で、カプロン酸エチル高生産性酵母。県内産米である華想いを用いた大吟醸酒用。この他、まほろば華酵母のトリフルオロロイシン（ロイシンアナログ）耐性株である酢酸イソアミル高生産性酵母の開発が進んでいる。

#### 岩手酵母
岩手県工業技術センターと財団法人岩手生物工学研究センターが共同で開発している。なお、ワイン酵母の開発も行われている。
- 吟醸2号
平成5年（1993年）開発。県内醸造所のもろみから分離・培養した酵母。きょうかい9号に比べカプロン酸エチルの生成が2倍。
- YK-45
平成10年（1998年）開発。センター所有酵母の遺伝子工学的手法による交雑育種株。香りが柔らかく味の調和が良い。酢酸イソアミル高生産性酵母。
- YK-71
平成10年（1998年）開発。センター所有酵母の遺伝子工学的手法による交雑育種株。高い吟醸香を出すカプロン酸エチル高生産性酵母。

#### 宮城酵母
宮城県産業技術総合研究センターと宮城県酒造組合が共同で開発している。
- 宮城酵母（初代）
昭和40年（1965年）宮城県酒造組合醸造試験所の佐藤和夫らにより、『浦霞』の醸造元である佐浦の吟醸醪より分離。昭和60年（1985年）より平成7年（1995年）まできょうかい12号として頒布された。低温長期型醪となり、芳香の高い吟醸酒向きの酵母。「浦霞酵母」とも呼ばれる[1]。
- 宮城マイ酵母（MY-3102株）
平成12年（2000年）開発。初代宮城酵母の中から、アルコール耐性が高く酸の生成が少ない株を選抜して得られた。純米酒・純米吟醸酒用。
- 愛美酵母（MY-2142株）
平成14年（2002年）開発。きょうかい7号のダイアセチル低蓄積性変異株。低アルコール酒用。
- 泡なし宮城マイ酵母（MY-3227株）
平成16年（2004年）開発。宮城マイ酵母の泡なし変異株。

#### 秋田酵母
秋田県総合食品研究所醸造試験場と秋田県酒造協同組合が共同で開発している。
- 秋田流・花酵母(AK-1)
平成2年（1990年）開発。県内酒造場の醪・酛から収集された900余株の中から選抜された泡なし酵母。DNAの分析結果から、きょうかい7号の変異株と考えられている。これを使用した平成2酒造年度の全国新酒鑑評会では秋田県の金賞受賞数が全国2位となった。平成8年（1996年）よりきょうかい1501号として頒布されている。カプロン酸エチル高生産性で、低温で発酵が旺盛で吟醸香が高く、酸の生成が少ない。大吟醸酒、純米大吟醸酒用。
- AK－2F
平成6年（1994年）開発。香りは穏やかで酸の生成が極めて少なく後味が軽い旨口タイプ。泡あり酵母。主として純米酒・本醸造酒用。
- AK－3F
平成6年（1994年）開発。香りは穏やかで酸の生成が極めて少なく後味が軽い淡麗タイプ。泡あり酵母。主として純米酒・本醸造酒用。
- AK－3
平成9年（1997年）開発。AK-3Fの泡なし変異株で、性質はAK-3Fに準じアミノ酸の生成が少ない。主として純米酒・本醸造酒用。
- 秋田流・雅酵母(AK-4)
平成10年（1998年）開発。低アルコール酒用の泡なし酵母。華やかな果実様の上立香がある。
- こまち酵母
平成15年（2003年）開発。全国で使用されている吟醸酒用酵母6株から分離・交雑育種された株を選抜。秋田流花酵母よりもさらに華やかな吟醸香と、含み香にともなう味のふくらみが特徴。県産の酒造好適米である秋田酒こまちを用いた吟醸酒用。
- 秋田純米酵母
平成16年（2004年）開発。吟醸酵母を親株として交雑・育種した株から選抜された。香りのバランスが良く、適度な酸生成で、香味バランスが優れている。主に純米酒用。
- AKITA雪国酵母（UT-1）
平成26年（2014年）開発。秋田の清酒を海外に広げるため、海外市場の過酷な流通・貯蔵環境を想定し、香りの変化が少ない2種類の新酵母「AKITA雪国酵母（UT-1）」（2015年11月特許出願）と「AKITA雪国酵母（UT-2）」を開発。リンゴ・メロン様の吟醸香の一成分であるカプロン酸エチルの生成が高く、アルコール耐性を有し、香りの変化が少ないという特徴がある。[2]
- AKITA雪国酵母（UT-2）
平成27年（2015年）開発。カプロン酸エチル（リンゴ・メロン様の吟醸香）、酢酸イソアミル（バナナ様の吟醸香）を同程度生成し、アルコール耐性を有するという特徴がある。[2]

#### 福島酵母
福島県ハイテクプラザ会津若松技術支援センターで開発されている。
- うつくしま夢酵母（F7-01株）
平成3年（1991年）開発。きょうかい7号の変異株。酸の生成が少なく柔らかな味わいとなり、香りが高い。特にカプロン酸エチルの生成量がきょうかい7号の4倍にも達する。

#### 群馬酵母
県立群馬産業技術センターが、原子力機構高崎量子応用研究所と共同開発
- 群馬KAZE酵母

#### 長野酵母
- 長野酵母C(旧アルプス酵母)[3]
- 長野酵母D

長野県工業技術総合センターと長野県酒造組合が2007年に開発した吟醸酒向けの清酒酵母。

#### 静岡酵母
- SY-103
- NO-2
- HD-1
名は「開運」で知られる土井酒造場から単離された1番目の酵母であり、当時の杜氏であった波瀬正吉にちなむ。
- NEW-5
- CA-50
- 5MT-1
- HD-101
HD-1の泡なし変異株。

#### 京都酵母
京都市産業技術研究所が開発。精米歩合の違いによるランク付けではない、香味の「スタイル」による新たな日本酒の価値創出を目指してブランド化に取り組んでいる。
- 京の琴
2004年開発。カプロン酸エチル高生産株。主に吟醸酒製造に利用され、製造された清酒は香味のバランスのとれた製品として販売されている[6]。
- 京の華
2007年開発。酢酸イソアミル高生産株。バナナ様の香気生成に優れ、有機酸生成量も高い酵母[6]。
- 京の咲
2014年開発。リンゴ酸高生産株。冷酒で呑む日本酒を造るのに適している[6]。
- 京の珀
2017年開発。コハク酸高生産株。燗酒で呑む日本酒を造るのに適している[6][8]。
- 京の恋
2019年開発。エステル類，リンゴ酸高生産株。果実様の香り高く甘酸っぱい味わいがまるで「初恋」を思わせることから「京の恋（こい）」と名付けられた[6]。

#### 奈良県
- ササユリ酵母

#### 島根酵母
- ・HA-11

島根大学と島根県の酒蔵が連携した「酵母研究会」が開発

#### 広島酵母
- リンゴの様な香りを発するカプロン酸エチル高生成株である[9]。一般に、カプロン酸エチル高生成株はアルコール耐性に欠ける[10]が、当該株も例外ではない[9]。

#### 香川県
・さぬきオリーブ酵母（KO-18株）
　香川県産業技術センターと香川県酒造組合が共同開発。香川県の県花県木であるオリーブの果実表面から分離された酵母。令和2年4月から同酵母を使った清酒が香川県内の4蔵から発売されている。「おだやかな果実用の香りがあり、爽やかでトロピカルな酸味」が特徴とされている。

#### 高知酵母
- CEL-19、CEL-24

CEL-19およびCEL-24は1993年に高知県工業技術センターによって開発された酵母である。どちらもカプロン酸エチルの生成量が多く、それ由来の爽やかな酸味のある味わいを特徴としている。CEL-19は辛口、CEL-24は甘口な味わいの傾向がある。
きょうかい酵母9号株をセルレニンを含むYPD培地（CEL培地）で培養しそのうちの優良株について発酵試験を行ったところ、カプロン酸エチルの生成量が9号株の10倍にもおよぶCEL-19およびCEL-24が得られた。特にCEL-19は発酵力が強かったため有望株として実用化されるに至った。CEL-24はCEL-19以上にカプロン酸エチル生成量が多いものの発酵力が弱く、醪日数が50日を越えるため実用化に難があった。のちにチアミン添加によって醪日数をおよそ30日に短縮可能であると判明したことで、 亀泉酒造がCEL-24を使用した初めての製品「亀泉 純米吟醸原酒CEL-24」を1998年に発売した。

### 大学で開発された酵母
花酵母など。

### 企業・民間機関開発の酵母
近年、オーストラリアMAURI社の輸入乾燥酵母が販売されている。品種は“さくら”、“ふじ”の二種類。醸造メーカーでは俗に蔵付酵母と呼ばれる自社（開発）酵母を保有し、使用していることが多い。民間機関（シンワフーズケミカルなど）でその自社酵母の乾燥化を受託している。

## 周辺用語
- 株
- 耐性株
- 変異株
- 栄養要求株
- 交雑育種株
- 高生産性株